# 東大門市場

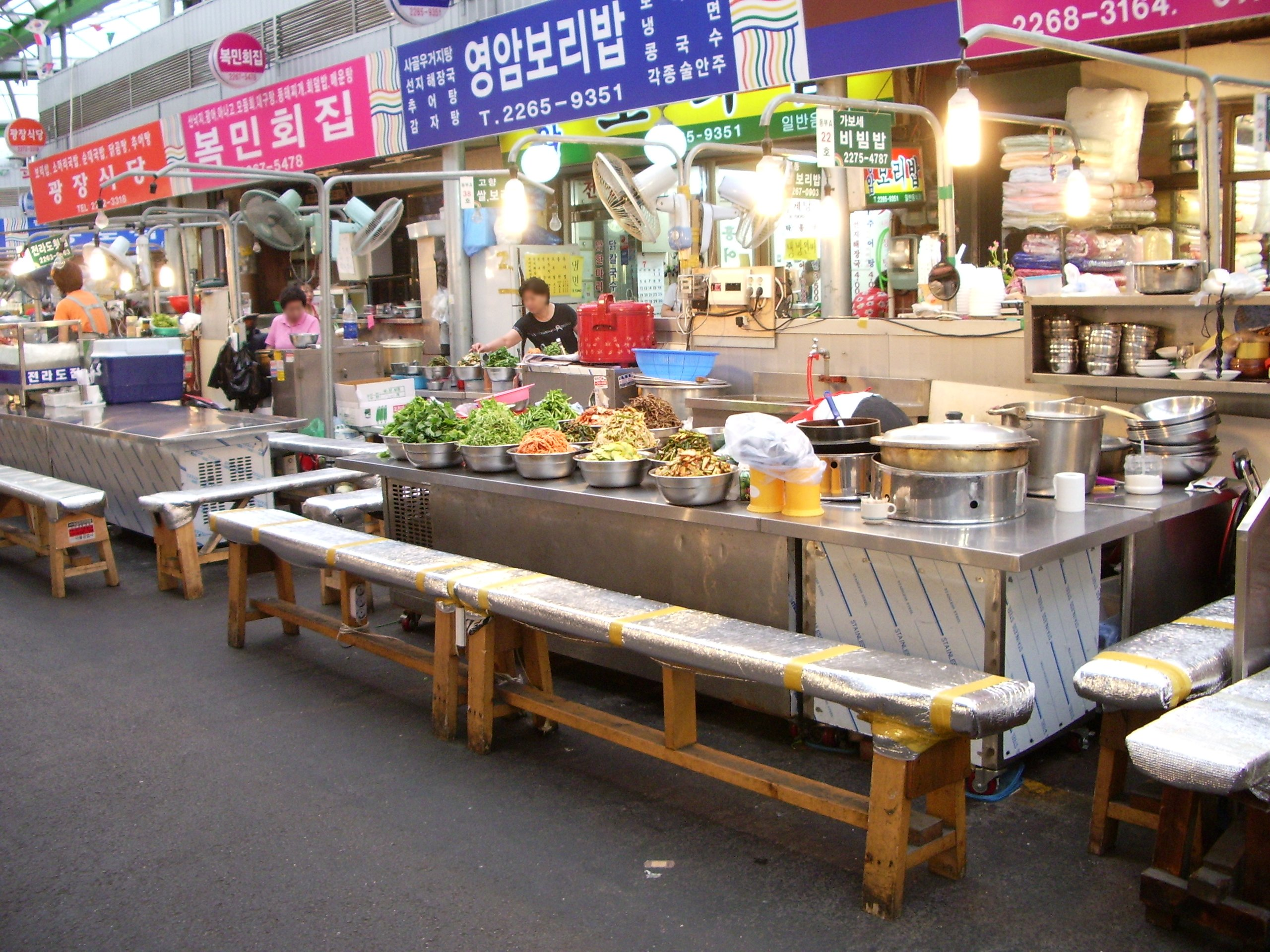
東大門市場內部

東大門市場是韓國首爾市的一個傳統市場，位於漢江以北鐘路區，與南大門市場同為首爾兩大市場之一。
東大門市場位於首爾市四大門之一，又名東大門的興仁之門西側，因此得名。東大門市場售賣貨品種類繁多，但以衣服批發為主，其他售賣貨品包括食物、文具、二手書籍、日用品、雜貨等，光顧的包括本地人及遊客。部份批發店舖營業至深夜及凌晨時分。
東大門市場側建有东大门设计广场及東大門棒球場，附近一帶有不少體育用品店。

## 交通
- 東大門站：1號線、4號線
- 东大门历史文化公园站：2號線、4號線、5號線